# Willi Betz (Unternehmer)
Willi Betz (* 5. Dezember 1927 in Reutlingen; † 12. Dezember 2015) war ein deutscher Unternehmer und Gründer des Speditionsunternehmens Willi Betz mit Sitz im schwäbischen Reutlingen.
Willi Betz, Sohn eines Bauern, wuchs in Undingen auf. 1945, im Alter von 17 Jahren, erkannte er die Notwendigkeit von Warentransporten nach dem Krieg und gründete mit einem Lastwagen, den er der französischen Armee abkaufte, das nach ihm benannte Speditionsunternehmen. 15 Jahre später besaß er bereits zehn Lastwagen. Er baute sein Unternehmen auch international immer weiter aus. Nach dem Fall des Eisernen Vorhangs übernahm er das staatliche Transportunternehmen Somat in Bulgarien.
Seit einem Einbruch in seine Villa, bei der er von einem der Einbrecher durch Schüsse schwer verletzt wurde, lebte er sehr zurückgezogen.
Betz übergab das Unternehmen noch zu Lebzeiten an seinen Sohn Thomas Betz (* 1957/58).